# Queen's Printer for Ontario
Queen's Printer for Ontario es el agente responsable de la publicación de los documentos del gobierno y los materiales con derechos de autor pertenecientes al Gobierno de la Provincia de Ontario.